# Fenomenologija
Fenomenologija (grško starogrško ψαινὸμενον - pojav + starogrško λὸγος - veda) označuje filozofsko gibanje, ki je nastalo v začetkov 20. stoletja in si zadalo cilj obnoviti ne samo filozofijo, marveč tudi znanosti in kulturo. Začetnik je filozof Edmund Husserl, ki je tudi zastavil paradigmo, da je zastavljene cilje mogoče doseči samo z intencionalnostjo.
Oblikoval se je krog filozofskih somišljenikov, v katerega so sodili misleci, kot so: Max Scheler, Martin Heidegger, Alexander Pfänder in drugi. Vendar ne moremo govoriti o pravi filozofski šoli, kajti Husserlovi nasledniki so dokaj različno razumeli njegovo fenomenologijo in čeprav so se sklicevali na njegovo metodo, so jo različno razumeli in uporabljali.

## Zgodovina fenomenologije
Fenomenologija kot poimenovanje ni nastalo šele s Husserlom, marveč jo je že v 18. stoletju uporabil Nemec Johann Heinrich Lambert in tako označil znanost, ki se ukvarja s preučevanjem tistega, kar ni ne resnično in ne lažno, marveč je nekaj tretjega, je privid. Za Kanta je fenomenologija veda o vseh izkustvenih pojavih, se pravi tako pojavov, ki so predmet teoretičnega premisleka kot razumskega spoznanja. Hegel je fenomenologijo uporabil v naslovu svojega dela Fenomenologija duha in zanj pomeni metafizični prikaz zavesti v njenem dialektičnem gibanju in razvoju, začenši od čutne neposrednosti do absolutnega spoznanja. Za Husserlovega učitelja Brentana je bila fenomenologija sinonim za deskriptivno psihologijo.
Vendar je Husserl in kasneje njegovi učenci postavil nove temelje temu pojmu in v filozofijo vnesel fenomenološko metodo. Husserlova metoda predstavlja kritične temelje znanstvenemu razmišljanju na splošno. Z njim je fenomenologija postala znanost o bistvu čistih doživljajev.

## Doprinos smeri
Fenomenologija je bila pomembna v boju med naivnim realizmom, pozitivizmom, psihologizmom in tudi konstruktivizmom, špekulacijo in formalizmom. Veliko je prispevala preučevanju načinov, kako se človek s svojimi močmi, čutili, razumom, občutki in hotenji projecira v objektivni svet. Fenomenologija je namreč poskus neposrednega opisovanja človeških doživljajev, neodvisno od običajnih pojasnil, ki jih posredujejo zgodovinarji, psihologi ali sociologi.
- Newsletter of Phenomenology. Arhivirano 2006-07-21 na Wayback Machine. (online-newsletter)
- Research in Phenomenology. Arhivirano 2007-05-14 na Wayback Machine. Duquesne Univ. Pr.,  Pittsburgh Pa 1.1971ff. ISSN 0085-5553
- Studia Phaenomenologica. ISSN 1582-5647